# 韦伊堡
韦伊堡（法語：Bourg-d'Oueil，法語發音：[buʁ dwɛj]）是法国上加龙省的一个市镇，属于圣戈当区。

## 地理
韦伊堡（42°51'33"N, 0°29'53"E）面积9.52 平方千米，位于法国奧克西塔尼大區上加龙省，该省份为法国西南部内陆省份，西南端与西班牙接壤，自此顺时针与上比利牛斯省、热尔省、塔恩-加龙省、塔恩省、奥德省和阿列日省接壤。
与韦伊堡接壤的市镇（或旧市镇、城区）包括：费雷尔、巴雷耶、博代尔卢龙、卡佐-弗雷谢-阿内朗-卡莫尔、锡雷斯、瑞尔维耶勒、普博。

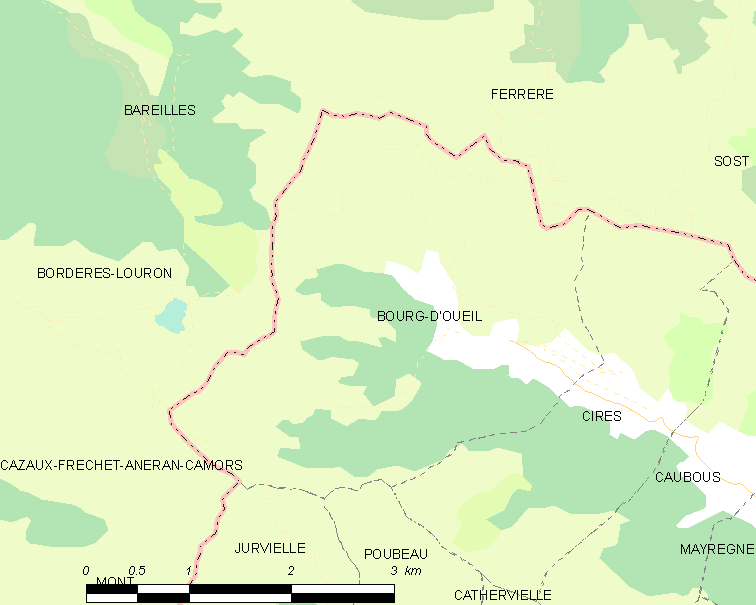
韦伊堡的OSM定位图

韦伊堡的时区为UTC+01:00、UTC+02:00（夏令时）。

## 行政
韦伊堡的邮政编码为31110，INSEE市镇编码为31081。

## 政治
韦伊堡所属的省级选区为巴涅尔德吕雄县。

## 人口

1962-2008年间韦伊堡人口变化图示

韦伊堡于2022年1月1日时的人口数量为13人。